# Rho Ursae Majoris
Rho Ursae Majoris (ρ UMa / 8 Ursae Majoris) es una estrella de magnitud aparente +4,78 encuadrada en la constelación de la Osa Mayor.
Junto a otras estrellas de la constelación, como Muscida (ο Ursae Majoris) y π2 Ursae Majoris entre otras, formaba el asterismo árabe Al Ṭhibā᾽, «la gacela».
De acuerdo a la nueva reducción de los datos de paralaje de Hipparcos, se encuentra a 315 años luz del sistema solar.
Rho Ursae Majoris es una gigante roja de tipo espectral M3III.
Su temperatura superficial es de 3279 K y brilla con una luminosidad, una vez considerada la corrección bolométrica, 402 veces superior a la luminosidad solar. Una cantidad importante de su radiación es emitida como luz infrarroja; por ello, en banda K —en el infrarrojo cercano—, su luminosidad equivale a la de 1430 soles.
La medida por interferometría de su diámetro angular en banda K es de 6,50 ± 0,80 milisegundos de arco.
Considerando la distancia a la que se encuentra, su diámetro real es 68 veces más grande que el del Sol; esta cifra es solo aproximada, pues su diámetro angular a 0,8 μm —en este caso la medida está corregida por el oscurecimiento de limbo— es de 5,64 milisegundos de arco, lo que conduce a un diámetro menor de 59 diámetros solares.
Por otra parte, aunque las observaciones del satélite Hipparcos sugerían que Rho Ursae Majoris podía ser una estrella binaria, estudios de interferometría de moteado de alta precisión no han revelado la presencia de una compañera estelar.
Rho Ursae Majoris es miembro de la «corriente de estrellas de la Osa Mayor», de la que también forman parte, entre otras, Alula Borealis (ν Ursae Majoris), 5 Ursae Minoris y 30 Herculis.